# Championnats d'Europe de biathlon 1996
Navigation
1995 1997
Les championnats d'Europe de biathlon 1996, troisième édition des championnats d'Europe de biathlon, ont lieu en 1996 à Ridnaun-Val Ridanna, en Italie.

## Tableau des médailles
| Rang  | Pays               | Or | Argent | Bronze | Ensemble |
| ----- | ------------------ | -- | ------ | ------ | -------- |
| 1     | Russie             | 4  | 3      | 1      | 8        |
| 2     | République tchèque | 1  | 0      | 0      | 1        |
| 3     | Slovénie           | 1  | 0      | 0      | 1        |
| 4     | Biélorussie        | 0  | 1      | 3      | 4        |
| 5     | Slovaquie          | 0  | 1      | 0      | 1        |
| 6     | Ukraine            | 0  | 1      | 0      | 1        |
| 7     | Allemagne          | 0  | 0      | 1      | 1        |
| 8     | Pologne            | 0  | 0      | 1      | 1        |
| Total | Total              | 6  | 6      | 6      | 18       |

| Rang  | Athlètes multi-médaillés | Or | Argent | Bronze | Ensemble |
| ----- | ------------------------ | -- | ------ | ------ | -------- |
| 1     | Vladimir Dratchev        | 2  | 0      | 0      | 2        |
| 2     | Olga Melnik              | 1  | 1      | 0      | 2        |
| "     | Sergey Tarasov           | 1  | 1      | 0      | 2        |
| 3     | Galina Koukleva          | 1  | 0      | 1      | 2        |
| 4     | Sergey Rozhkov           | 0  | 2      | 0      | 2        |
| 5     | Aleksandr Popov          | 0  | 1      | 1      | 2        |
| 6     | Oleg Ryjenkov            | 0  | 1      | 1      | 2        |
| Total | Total                    | 5  | 6      | 3      | 14       |

## Résultats et podiums

### Hommes
| Épreuves   | Or                                                                               | Argent                                                                            | Bronze                                                                              |
| ---------- | -------------------------------------------------------------------------------- | --------------------------------------------------------------------------------- | ----------------------------------------------------------------------------------- |
| Individuel | Sergey Tarasov                                                                   | Sergey Rozhkov                                                                    | Aleksandr Popov                                                                     |
| Sprint     | Vladimir Dratchev                                                                | Sergey Tarasov                                                                    | Oleg Ryjenkov                                                                       |
| Relais     | Russie - Aleksey Kobelev - Sergey Rozhkov - Vladimir Dratchev - Viktor Maïgourov | Biélorussie - Aleksandr Popov - Vadim Sachourine - Oleg Ryjenkov - Alexeï Aïdarov | Allemagne - Carsten Heymann - Jan Wüstenfeld - Marco Morgenschtern - Ulf Karkoschka |

### Femmes
| Épreuves   | Or                                                    | Argent                                                                     | Bronze                                                                       |
| ---------- | ----------------------------------------------------- | -------------------------------------------------------------------------- | ---------------------------------------------------------------------------- |
| Individuel | Andreja Koblar                                        | Olga Melnik                                                                | Anna Stera-Kustucz                                                           |
| Sprint     | Eva Háková                                            | Soňa Mihoková                                                              | Galina Koukleva                                                              |
| Relais     | Russie - Olga Romasko - Galina Koukleva - Olga Melnik | Ukraine - Olena Zubrilova - Valentina Tserbe-Nessina - Tetyana Vodopyanova | Biélorussie - Svetlana Paramyguina - Natalia Permiakova - Natalia Ryzhenkova |